# Richard Bona
Richard Bona (født Bona Pinder Yayumayalolo) (født 28. oktober 1967 i Cameroun) er en camerounsk elbassist.
Bona der kom til USA nærmere New York i 1995, har spillet med Steve Gadd, Larry Coryell, Michael Brecker, Randy Brecker, Pat Metheny, Steps Ahead og Joe Zawinul´s syndicate.
Han har lavet fire albums i sit eget navn.
I december 2021 bliver Richard Bona stærkt kritiseret på sociale netværk efter offentliggørelsen af en video, hvor han inviterer til at åbne "endnu en krigsfront i Cameroun" og til at "brænde" en privat tv-kanal, der anses for tæt på Paul Biyas magt.

## Diskografi
- Scenes from My Life (1999)
- Kaze Ga Kureta Melody (2000)
- Reverence (2001)
- Munia: The Tale (2003)
- Toto Bona Lokua (2004)
- Tiki (2005)
- Bona Makes You Sweat - Live (2008)
- The Ten Shades of Blues (2009)
- Bonafied (2013)